# Simfonija št. 4 (Brahms)
Simfonija št. 4 v e-molu op. 98 je zadnja simfonija Johannesa Brahmsa. Nastajala je med skladateljevim poletnim počitnikovanjem v Mürzzuschlagu v letih 1884 in 1885 je zaznamovala kopica dvomov. Skladatelj je pisal prijateljici in občudovalki Elisabeth von Herzogenberg: »Vam smem poslati partituro skladbe, ki jo ustvarjam? Bi jo imeli čas pregledati in povedati svoje mnenje? ... Nikakor ne bi rad napisal slabe Četrte simfonije«. Hansu von Bülowu je Brahms predstavil skladbo na značilno ironičen način: »Prilagam nekaj interludijev ... nekaj, kar bi bilo mogoče v celoti označiti z izrazom simfonija«. Čeprav ne Herzogenbergova ne kritik Eduard Hanslick pred praizvedbo nista popolnoma verjela v Brahmsovo novo stvaritev, skladatelju to ni vzelo poguma. Odločil pa se je za previdnost. Namesto na Dunaju (tam je krstil 2. in 3. simfonijo) je Četrto praizvedel v Meiningenu s prvorazrednim orkestrom, ki je deloval pod vodstvom Hansa von Bülowa. Praizvedbo je vodil sam, in sicer 25. oktobra leta 1885. Občinstvo jo je sprejelo s takim navdušenjem, da jo je orkester nemudoma uvrstil na program svoje turneje po Nemčiji in Nizozemski. Dunajska praizvedba pa Brahmsu ni prinesla takega uspeha. Odziv občinstva je bil mlačnejši. Wagnerjansko usmerjeni Hugo Wolf se je v svoji kritiki v časniku Wiener Salonblatt pritoževal nad »ničnostjo in praznostjo skladbe« ter Brahmsovo »umetnostjo ustvarjanja brez idej«. To, kar je Wolf najbolj kritiziral – namreč ekonomiko in konciznost tonskega materiala – je zgodovina ocenila za enega največjih dosežkov Brahmsove 4. simfonije. 

## Stavki
1. Allegro non troppo (E dur)
2. Andante moderato (e mol/E dur)
3. Allegro giocoso (C dur)
4. Allegro energico e passionato (e mol)

Glavno temo prvega stavka (Allegro non troppo) je ustvaril samo iz ponovitve in inverzije uvodnega intervala. Isti interval obvladuje večino harmonskega materiala celotne simfonije. Brahms se je tu temeljito lotil raziskovanja razmerja med toniko na tonu E in šesto stopnjo na tonu C, veliko terco niže. V uvodnem delu drugega stavka (Andante moderato) raziskuje eksotiko tonske zveze dveh durovih tonalitet v zvezi velike terce: E- in C-dura. Ko se temperatura in pritisk glasbenega dogajanja počasi dvigneta, sledi skercozni C-durovski Allegro giocoso. Finale (Allegro energico e pasionato – Più allegro) pa velja za enega najekonomičnejših glasbenih stavkov, kar jih je Brahms kdaj ustvaril; potek namreč zamejuje osemtaktna tema passacaglie, modificirana po Bachovi temi ciaccone iz kantate št. 150. Četrta simfonija, ki v kompozicijskem pogledu velja za eno najkompleksnejših in (v obeh zunanjih stavkih) tudi najbolj tragično obarvanih Brahmsovih del, se konča z brezkompromisno in nadvse izvirno izmenjavo tridesetih variacij, ki se približuje logiki sonatne oblike in se konča z monumentalno codo.